# 韩通哈
韩通哈（1926年8月2日—1975年4月18日），柬埔寨政治家、民族主义者、剧作家。
他早年在巴黎学习戏剧，在那里接触到了民族主义思想。1951年回国后，参加山玉成的反殖民主义斗争，在暹粒丛林中抗击法国殖民者。柬埔寨独立后在国家戏剧学校教书，1965年成为新成立的皇家艺术大学的主任。他创作了许多抨击腐败、讽刺政治的戏剧，由于他与西索瓦·哥沙曼王太后关系密切，因此得以顺利演出。
1970年柬埔寨政变后，高棉共和国成立。他加入了朗诺的社会共和党，随后在1972年10月17日至1973年5月6日期间担任总理。他与红色高棉领导人之一胡荣接触，试图与红色高棉谈判，最终导致他的下台。
1975年红色高棉包围金边。4月1日，朗诺流亡海外。以沙索沙康将军为首的七人最高委员会接管了即将崩溃的政权，韩通哈是委员之一。在此期间，委员会试图同红色高棉展开谈判，但遭到拒绝。在金边陷落前，他把妻子和儿女送往美国，自己却留在了金边。4月18日，他被红色高棉处决。